# Strathspey
Strathspey bezeichnet einen schottischen Tanz sowie das zugehörige Musikstück. Kennzeichnend ist die strenge Rhythmik mit vielen punktierten Noten und „scotch snaps“ (Sechzehntelnoten gefolgt von punktierten Achteln, lombardischer Rhythmus). Er besteht grundsätzlich aus vierzähligen Takten und wird im 4/4-Takt notiert. Im Scottish Country Dance und im Highland Dancing werden Strathspey auch heute noch getanzt.

## Geschichte
Der Strathspey entstand wohl ursprünglich in der gleichnamigen Region (gälisch Srath Spè, „Tal des Spey“). Als erster schriftlicher Beleg wird oft Zachary Boyds „The History of John the Baptist“ von 1653 genannt. Nach Emmerson und Flett wurde hier allerdings das undeutliche Manuskript falsch gelesen. Tatsächlich erschien das Wort Strathspey zuerst im 18. Jahrhundert in einem musikalischen Zusammenhang. Zunächst wurde der Name adjektivisch verwendet: Um 1749 wurde von „Strathspey Reels“ gesprochen. Damit wurde ein von Fiddle-Spielern geprägter Stil des Reels bezeichnet, der deutlich schärfer punktiert war als der Pipe-Reel.
Die erste Notation eines Strathspeys erschien 1751 in James Oswalds Caledonian Pocket Companion unter dem Titel A New Strathspey Reel. Die erste Sammlung, die den Namen Strathspey im Titel trägt, ist Daniel Dows Thirty-seven new reels and strathspeys (um 1775). In den folgenden Jahrzehnten erlebte der Strathspey zusammen mit dem Reel seine Blütezeit. Schottische Fiddler wie William Marshall (1748–1833), Niel Gow (1727–1807) und dessen Sohn Nathaniel Gow (1766–1831) entwickeln den Strathspey zu einer komplizierten, eigenständigen Form weiter und veröffentlichten zwischen 1780 und 1820 zahlreiche Sammlungen von Strathspeys. Aus heutiger Sicht ist kaum zu entscheiden, welche der zahllosen Stücke Neukompositionen waren und welche Arrangements von älteren Melodien.
Viele dieser Stücke werden heute noch gespielt. Ein Beispiel ist Monymusk. Dieser Strathspey findet sich zuerst in Daniel Dows Sammlung unter dem Titel Sir Archibald Grant of Monemusk, dann unter anderem 1786 als Sir Archd. Grant’s Reel, 1799 bei Niel Gow als Monny Musk und seit 1778 in vielen Sammlungen als Monymusk.

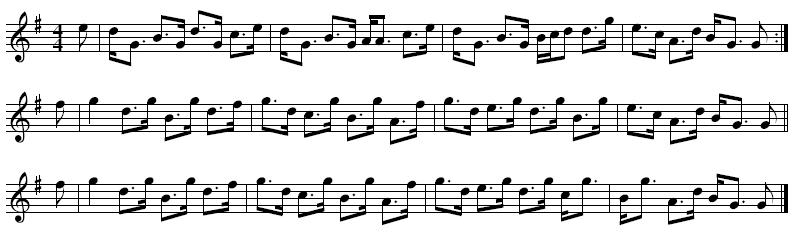
Sir Archibald Grant of Monemusk, Strathspey von Daniel Dow, um 1775

Im 19. Jahrhundert nahm die Beliebtheit des Strathspeys und damit die Zahl der Veröffentlichungen ab. In dieser Zeit ist nur noch James Scott Skinner, der „Strathspey King“ (1843–1927) zu nennen, der weiterhin Strathspeys und Reels komponierte und veröffentlichte.

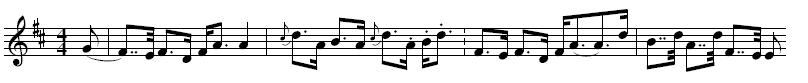
Rothiemurchus Rant, Beispiel für einen Fiddle-Strathspey im 19. Jahrhundert, „as played by P. Milne“

## Tanz

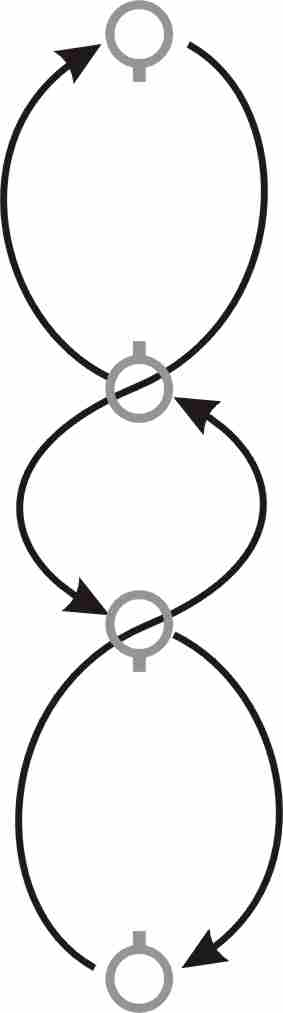
Travelling figure im Reel und Strathspey des Highland Dancing

Zu den Strathspeys wurde von Anfang an getanzt, zunächst wahrscheinlich die üblichen Figuren des Reels, seit mindestens 1749 aber auch Kontratänze. Im „Menzies Manuscript“ finden sich zwei Kontratänze, die als „a Strathspey Reele“ bezeichnet sind: The Montgomerie’s Rant und Couteraller’s Rant.

“The Montgomerie’s Rant a Strathspey Reele

1st pair goes back to back & casts off then back to back again & 2d woman casts up, & the man down, then reels above & below then the 1st pair sets hand in hand to the 2d woman then to the 3d man then to the 3d woman & then to the 2d man; then leads out att the sides”

Wie die Schritte dazu aussahen, ist nicht überliefert. Einen Eindruck vermittelt eine Bemerkung des Engländers Edward Topham anlässlich eines Besuchs in Edinburgh 1775:

“Another of the national dances is a kind of quick minuet, or what the Scotch call a ‘Straspae’. We in England are said to walk a minuet: this is gallopping a minuet. Nothing of the minuet is preserved except the figure; the step and time most resemble an hornpipe – and I leave you to dwell upon the picture of a gentleman full-dressed and a lady in a hoop dancing an hornpipe before a large assembly.”

Topham nennt hier den Strathspey eine Art „schnelles Menuett“ und vergleicht Schritt und Tempo mit einer Hornpipe. Die Engländer gehen einen Tanz, die Schotten galoppieren ihn. In dieser Zeit wurden Strathspeys also, wie die Reels, ziemlich schnell getanzt. In dieser Zeit komponierte Strathspeys trugen oft die Anweisung „slow when not danced“ (langsam, wenn nicht getanzt). Strathspeys wurden von den Fiddlern auch gern als lyrisches „Show-Piece“ (Vorzeigestück) gespielt – für die damaligen Tanzschritte zu langsam.
Schon wenige Jahrzehnte später hatten sich das Tempo des Tanzes und wohl auch die Schritte verändert. Thomas Wilson, ein Londoner Tanzlehrer, gibt in seinem Complete System of English Country Dancing (London 1811) das Tempo der Strathspeys mit Andante an – wegen der Natur der Schritte (Strathspeys, from the nature of their Steps, will be uniformly Andante). Reels waren schneller, Allegro.
Inwieweit die Schritte des 19. Jahrhunderts mit den Strathspey-Schritten des modernen Scottish Country Dance vergleichbar waren, ist nicht zu sagen. Heute beträgt das bevorzugte Tempo etwa 120 bpm (Viertelnoten pro Minute). Auf Cape Breton, wo sich die gälische Musik des 18. Jahrhunderts besser erhalten hat, werden Strathspeys erheblich schneller gespielt. Das Tempo von Step dance-Strathspeys liegt dort bei 176–184 bpm.

## Highland Dancing

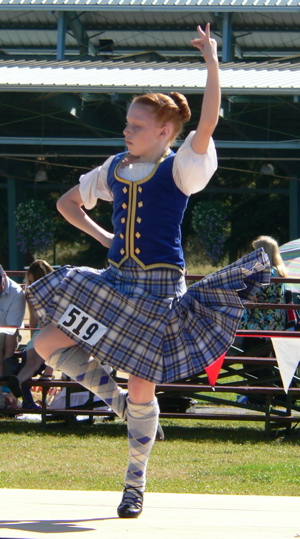
Highland Fling

Auch im modernen Highland Dancing werden Strathspeys getanzt. Der Aufbau des Tanzes ähnelt dem Highland Reel, aber die Schritte sind andere, das Tempo ist deutlich geringer. Der Tanz wird grundsätzlich von vier Tänzern getanzt. Er besteht aus einer Travelling figure (Takte 1–8), die dem reel of four entspricht, und dem Setting (Takte 9–16). Als Setting werden von jedem Tänzer für sich Steps des Highland Fling getanzt. Der Strathspey wird nie für sich allein getanzt, sondern es folgt immer ein Reel. Der Übergang erfolgt nach einer festgelegten Anzahl von Takten ohne Unterbrechung, mit einem deutlichen Tempowechsel.
Auch der Highland Fling, ein Solo-Tanz, wird zu Strathspey-Melodien getanzt. Das Tempo des Strathspeys wie des Highland Fling liegt bei 124 bpm.

## Pipe-Musik
Joseph MacDonald beschreibt 1760 in seiner Complete theory of the Scots Highland Bagpipe den punktierten Strathspey-Rhythmus (ohne den Namen zu gebrauchen) als typischen Fiddle-Reel – im Gegensatz zum weniger punktierten, „runderen“ Pipe-Reel. Erst allmählich fand der Strathspey Eingang in die Pipe-Musik. Zunächst wurden hier einfach die bekanntesten Fiddle-Stücke übernommen. Die ersten Beispiele dafür sind „Monymusk“, Tullochgorum und The Bridge of Perth in Donald MacDonalds Sammlungen von 1822 und 1828.
In dieser Zeit wurden Strathspey und Reel als Volks- und Gesellschaftstänze bereits von moderneren Tänzen wie dem Walzer verdrängt. In der Pipe-Musik wurden sie weiterhin gespielt, meist ohne dass dazu getanzt wurde. Nachdem zunächst auf Wettbewerben nur ceòl mór gespielt wurde, gab es ab etwa 1830 auch Preise für Märsche und Tanzmusik. Bald wurden auf Competitions regelmäßig Strathspey-Reel-Sets gespielt (eine Kombination, die auch bei einigen Highland Dances gebräuchlich ist), und schließlich wurden die March-Strathspey-Reel-Sets üblich, die bis heute zum Pflichtprogramm auf Pipe-Band- und Solo-Wettbewerben gehören.
In der zweiten Hälfte des 19. Jahrhunderts entwickelte sich der Competition type strathspey: Alte Strathspeys, die ursprünglich zwei Parts (2×8 Takte) umfassten, wurden auf vier und mehr Parts erweitert. Ein Beispiel ist Blair Drummond: dies Stück erschien um 1760 als 2-Part-Reel, heute ist es ein beliebter 6-Part-Strathspey, der auf Competitions regelmäßig gespielt wird. Daneben wurden und werden bis heute neue Strathspeys komponiert.

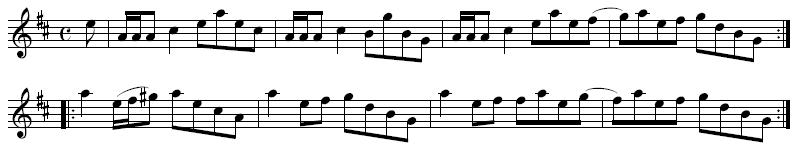
Blair Drummond’s Reel, zuerst veröffentlicht in Robert Bremners Collection of Scots Reels or Country Dances, um 1760

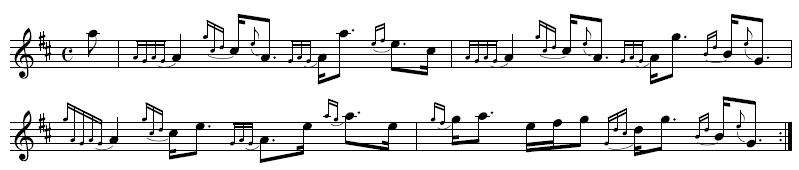
Blair Drummond als moderner Pipe-Strathspey, Part 1 von 6

Die competition marches, strathspeys und reels haben sich von ihrem ursprünglichen Zweck als Marsch- oder Tanzmusik weit entfernt und zu einer eigenen Musikform weiterentwickelt. Insbesondere sind sie mit zunehmender Komplexität langsamer geworden: Das heute übliche Tempo beträgt etwa 72–80 bpm für Märsche, 112–120 bpm für Strathspeys und 76–84 bpm für Reels. Die Strathspeys – als heute meist langsam gespielte Stücke – sind am wenigsten betroffen: Sie unterscheiden sich kaum von den zum Highland Dancing gespielten Stücken und sind in diesem Tempo ohne weiteres tanzbar.

## Strathspeys im Irish Folk

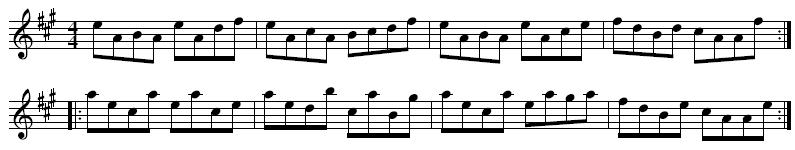
Monymusk, irische Version als Reel oder Highland

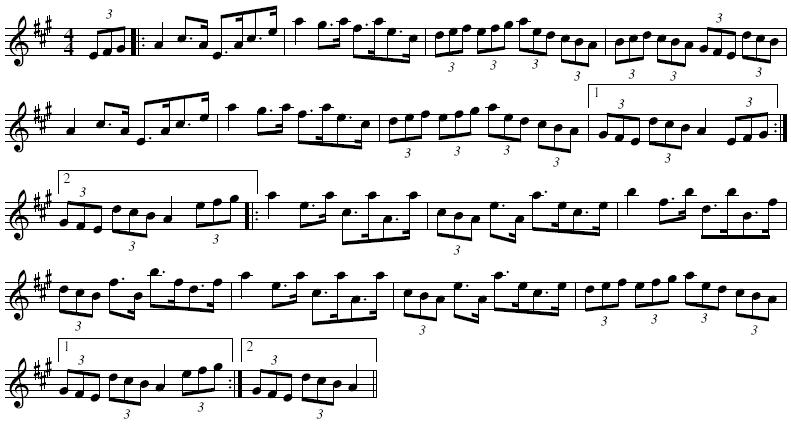
The Laird of Drumblair, Beispiel für einen in Irland verbreiteten Strathspey, von J. Scott Skinner als „Strathspey or Schottisch“ bezeichnet

Während der Strathspey früher nahezu auf die Fiddle- und Pipe-Musik der schottischen Highlands beschränkt war, erfreut er sich heute in der gesamten Celtic-Music-Szene wachsender Beliebtheit und wird auch auf andere Instrumente (z. B. Akkordeon, Flöte oder Gitarre) übertragen. Der Strathspey wird auch heute noch gerne als „Show-Piece“ gespielt, da er als eine der komplizierteren Melodieformen der keltischen Musik gilt. Hier findet man gelegentlich auch Strathspeys, die in Takten wie 3/8 oder 12/16 notiert sind.
In Irland gibt es für Strathspeys und verwandte Tune-Typen eine verwirrende Anzahl von Bezeichnungen: Highland, Fling, Schottische.
Highland ist eine besonders in Donegal übliche Bezeichnung. Der Name ist eine Kurzform von Highland Schottische, einem Paartanz, der um 1855 in Schottland aufkam und wiederum auf den deutschen Schottisch zurückgeht. J. Scott Skinner hat einige Stücke veröffentlicht, die ausdrücklich als Schottische or Strathspey überschrieben sind; der gleiche Notensatz konnte also als Strathspey oder als Schottische gespielt werden.
Fling ist die Kurzform von Highland Fling, also ursprünglich kein Musikstück, sondern ein Tanz, der zu Strathspey-Melodien getanzt wird. Diese Bezeichnung ist im Süden und Westen Irlands gebräuchlich.
Im Großen und Ganzen werden die Bezeichnungen Schottische, Fling, Highland Schottische, Highland Fling oder einfach Highland in Irland nahezu synonym gebraucht – und bezeichnen eine etwas schnellere Variante des Strathspeys. Das Tempo irischer Highlands und Strathspeys beträgt bis 176 bpm. Insgesamt sind diese Tune-Typen im Irish Folk eher selten.